# D10構想
D10（ディーテン）はDemocracy 10（民主主義10ヶ国）の略でG7の参加国（地域連合含む）にオーストラリア・インド・韓国を加えた10ヶ国で構成される新冷戦時代の外交構想である。

## 概要
2020年5月末頃にイギリスは民主主義10ヶ国から成るD10構想の検討を始め、同年6月の第47回G7首脳会議に合わせてオーストラリア・インド・南アフリカ・韓国を招待し、D10またはD11の結成を検討した。D10の起源は、2008年にアメリカ国務省の当時の政策企画官アッシュ・ジェインとデイヴィッド・ゴードンが提案したものであり、ジェインがアメリカのシンクタンクであるアトランティック・カウンシルに移籍して以降の2014年からアトランティック・カウンシルでは、D10戦略フォーラムが毎年開催され、G7加盟国・EU・オーストラリア・韓国の10ヶ国が官民連携のトラック1.5の非公式会議として参加し、インド・インドネシア・スペイン・ポーランド等もオブザーバー参加した。
2014年にロシアを除外したG7は、2021年2月のミャンマー軍によるクーデターに対する非難声明や同年3月の香港の選挙制度変更による民主的統治への懸念を示す声明の発出のように、民主主義諸国の結束を図ってきたが、インド太平洋地域におけるインド・中国の台頭や数多の中進国の存在が国際政治の中心に地域を発展させ、インド太平洋地域の国々が日本以外は加盟国となっていないG7は、現代の重要課題に適切に対応することができないと考えられたため、インド太平洋諸国の新規加入が図られた。
アトランティック・カウンシルのD10戦略フォーラムは、民主主義の推進方法を大局的観点から議論したが、イギリスの提案するD10・D11は、個別的かつ主要な議題としてファーウェイの5Gに代わる5G技術とサプライチェーンの構築を据えていた。これは第1次トランプ政権がファーウェイの半導体販売に追加の制限を課し、ファーウェイ製品に中国政府のバックドアが含まれ、ファーウェイがモバイル通信データを傍受する可能性などが指摘されていたことやアメリカからの強い要請を受けて、イギリス議会がジョンソン政権に対ファーウェイ政策の変更を要望していたことや、5G技術への依存が増えるほど、5G技術が個人情報などの面で民主主義や安全保障に影響を与える部分が増えることから、主要な議題となっている。2021年6月11日から13日まで行われたサミットにおいても、台湾情勢や東シナ海・南シナ海を含めたインド太平洋地域への中国の海洋進出を念頭に置いた安全保障環境、香港や新疆ウイグル自治区などにおける人権問題、一帯一路構想への対抗という経済問題や中国に依存しないレアメタルなどのサプライチェーンの構築やデータの安全性確保という技術的問題において、中国への対抗策を議論しており、サミットにおける問題意識とも連動している。

## 反応
ジャーナリストの木村正人は、「G7の影響力を維持するためにはD10への拡大は避けられない選択肢なのかもしれない」と述べたうえで、D10の枠組みの定着や性格の位置付けが不透明であることに懸念を示す一方で、韓国との間で徴用工や慰安婦などの歴史問題を抱える日本政府高官が、トランプによる拡大構想に韓国が加わったことに関してアメリカ政府に抗議したという報道を取り上げ、韓国の中国や北朝鮮への融和姿勢がG7と異なることへの表向きの強い懸念とアジアから唯一G7に参加する外交上の優位を守る思惑について説明し、WTO事務局長の選出における日韓対立の事実も取り上げることで、日本側の対応を批判している。

## 各国首脳とEU代表（2023年現在）

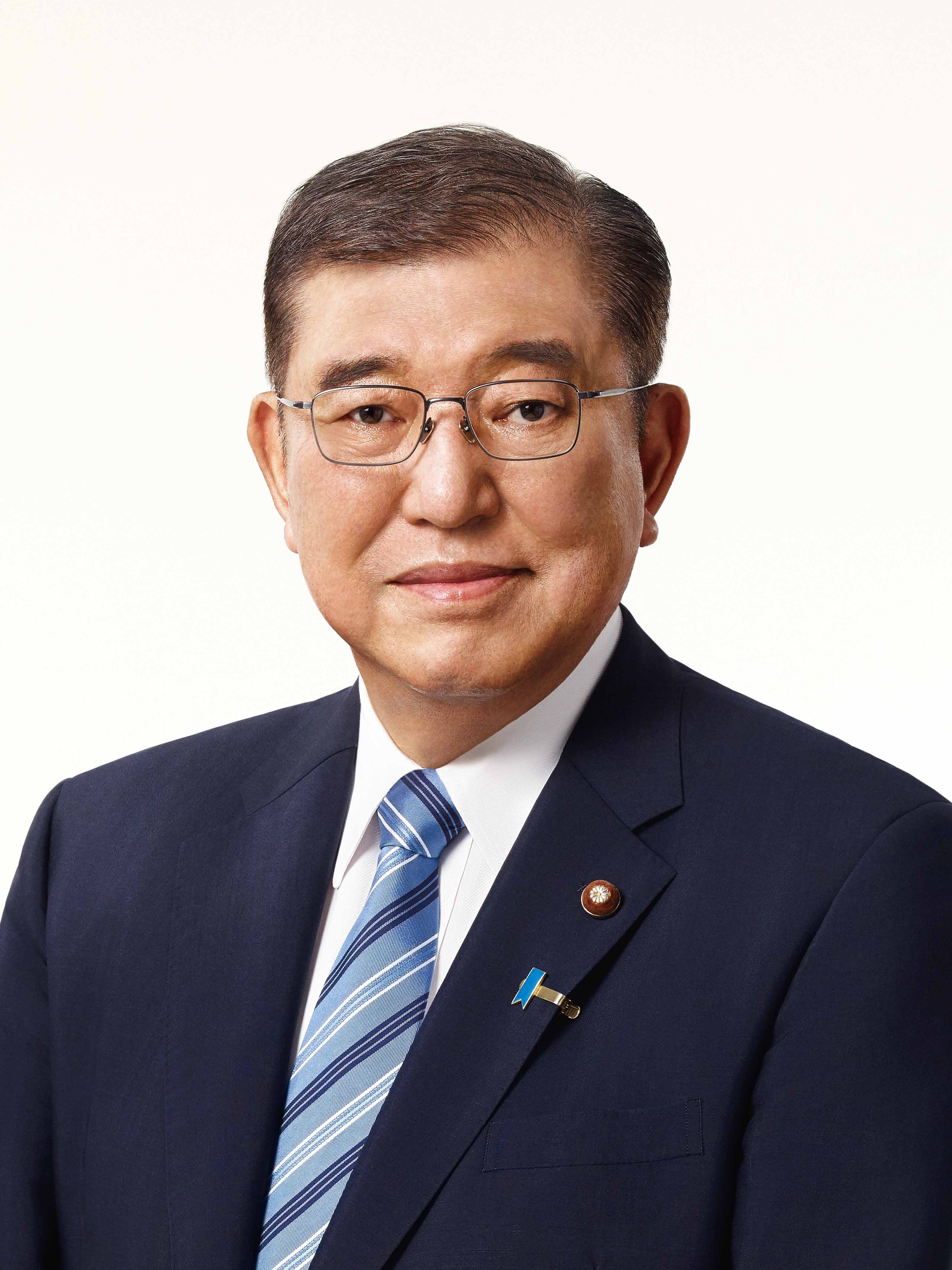
日本 石破茂（内閣総理大臣）
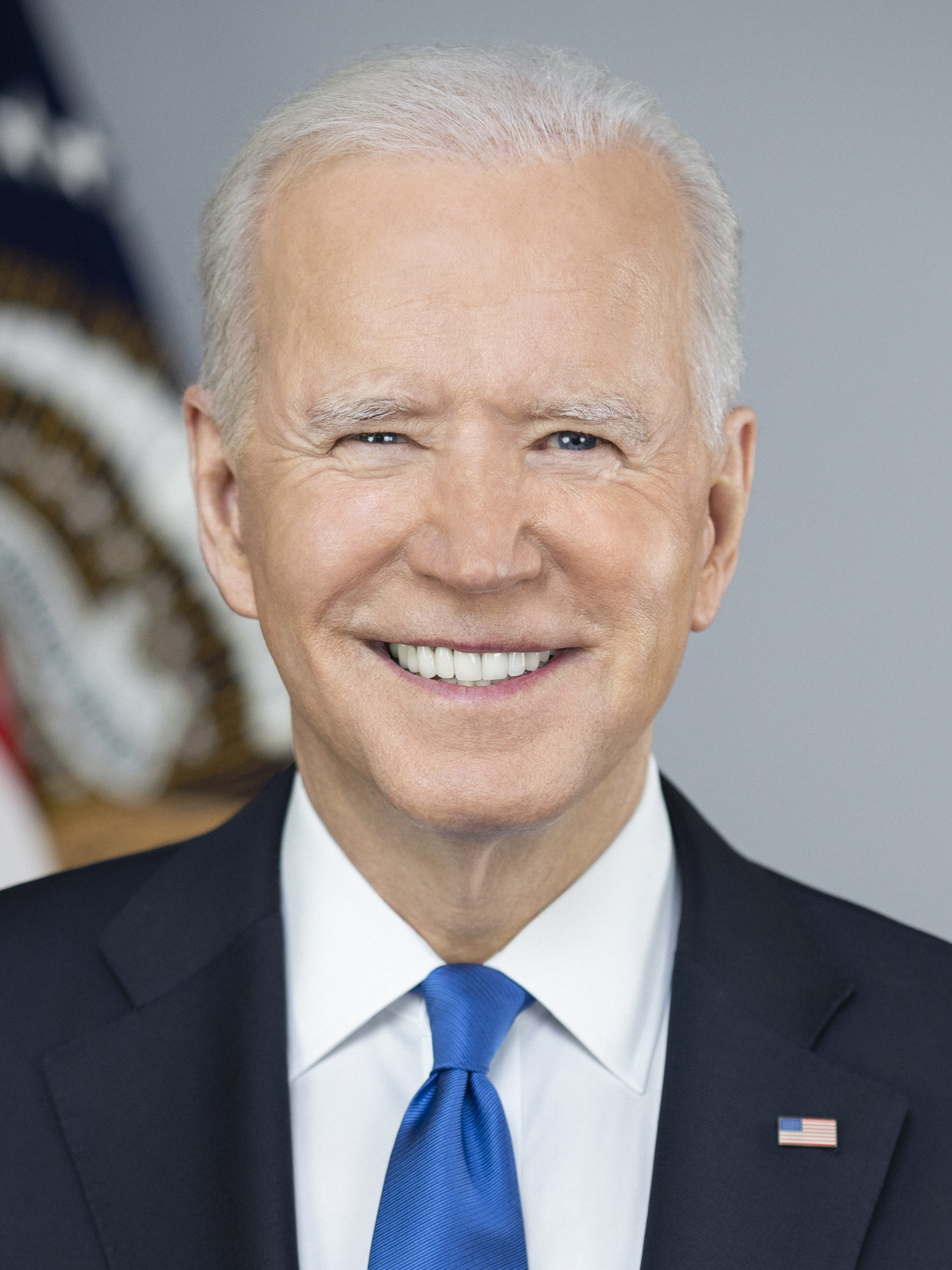
アメリカ ジョー・バイデン（大統領）
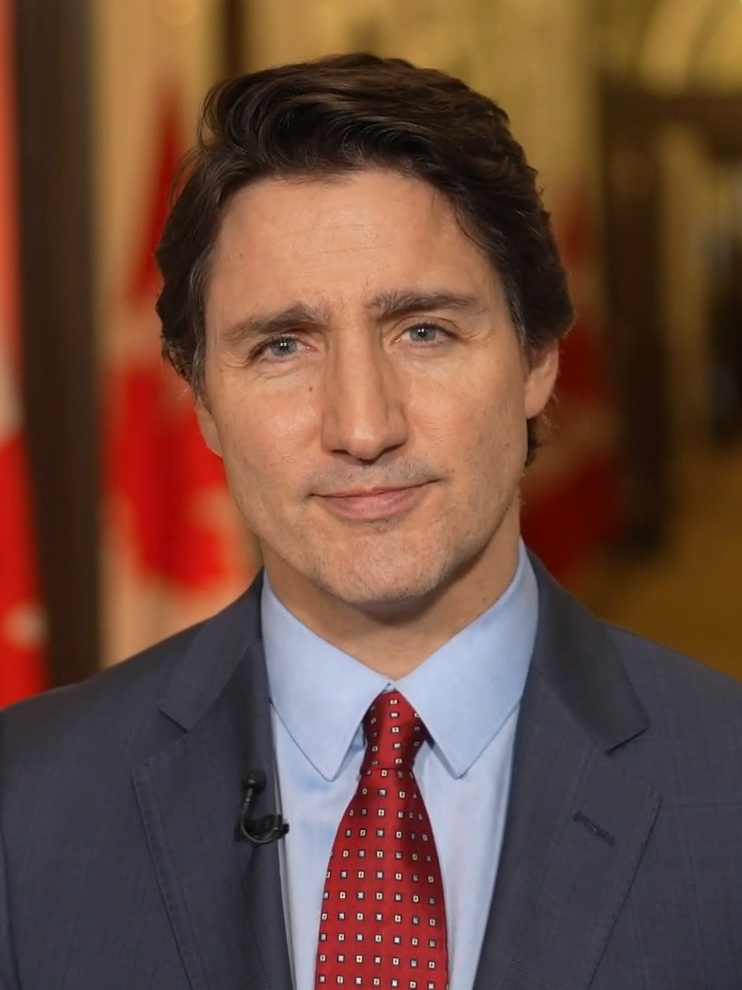
カナダ ジャスティン・トルドー（首相）
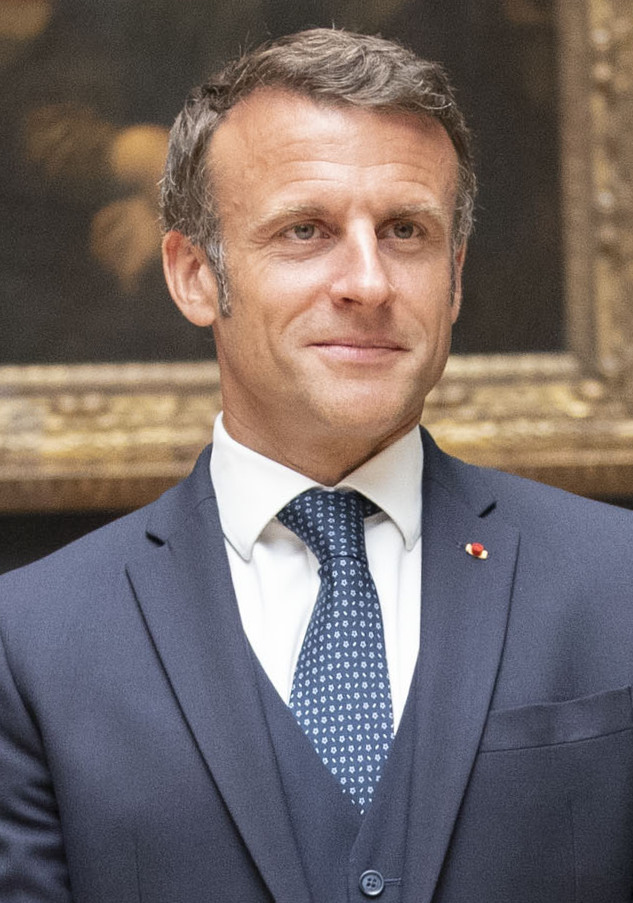
フランス エマニュエル・マクロン（大統領）
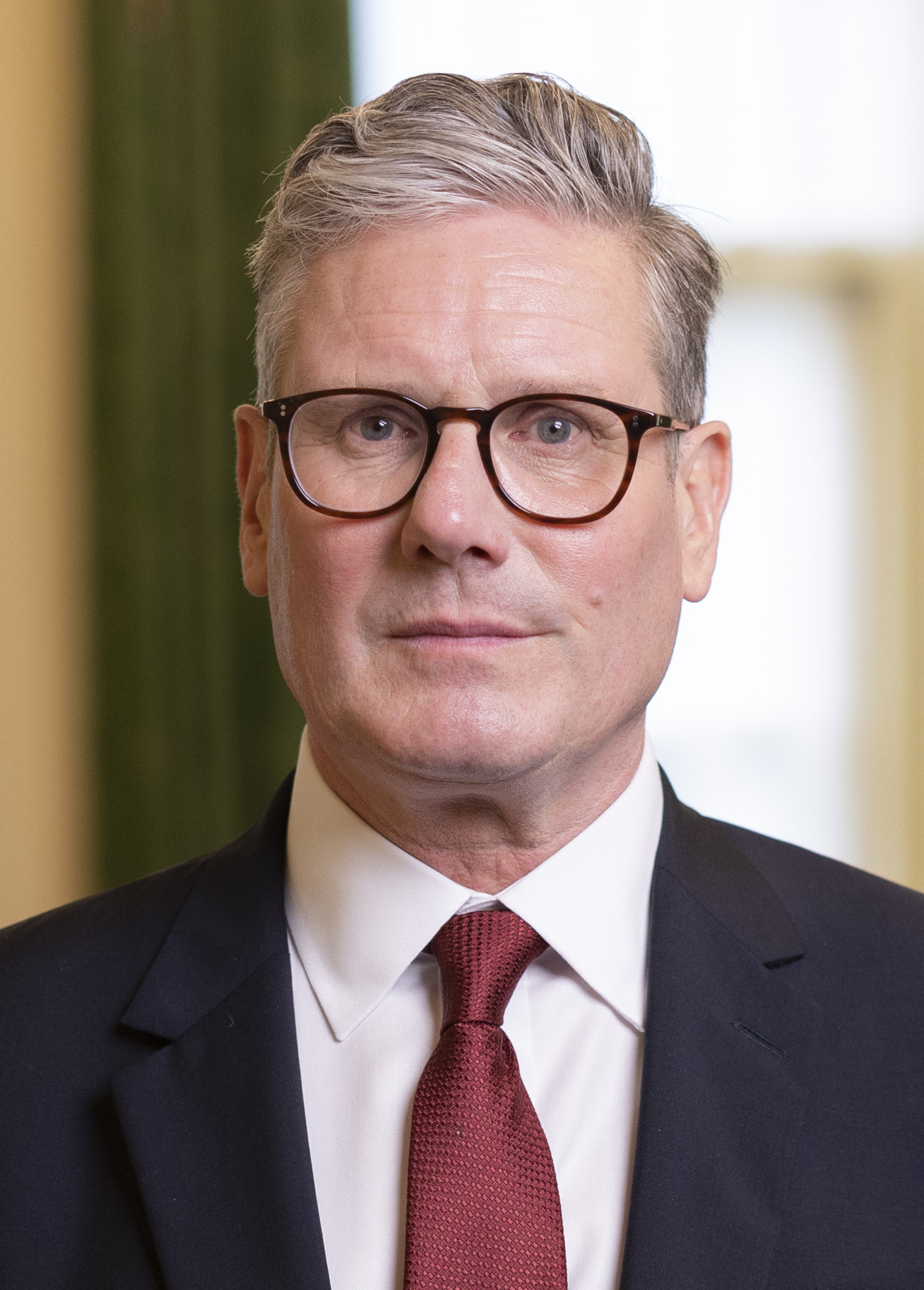
イギリス キア・スターマー（首相）
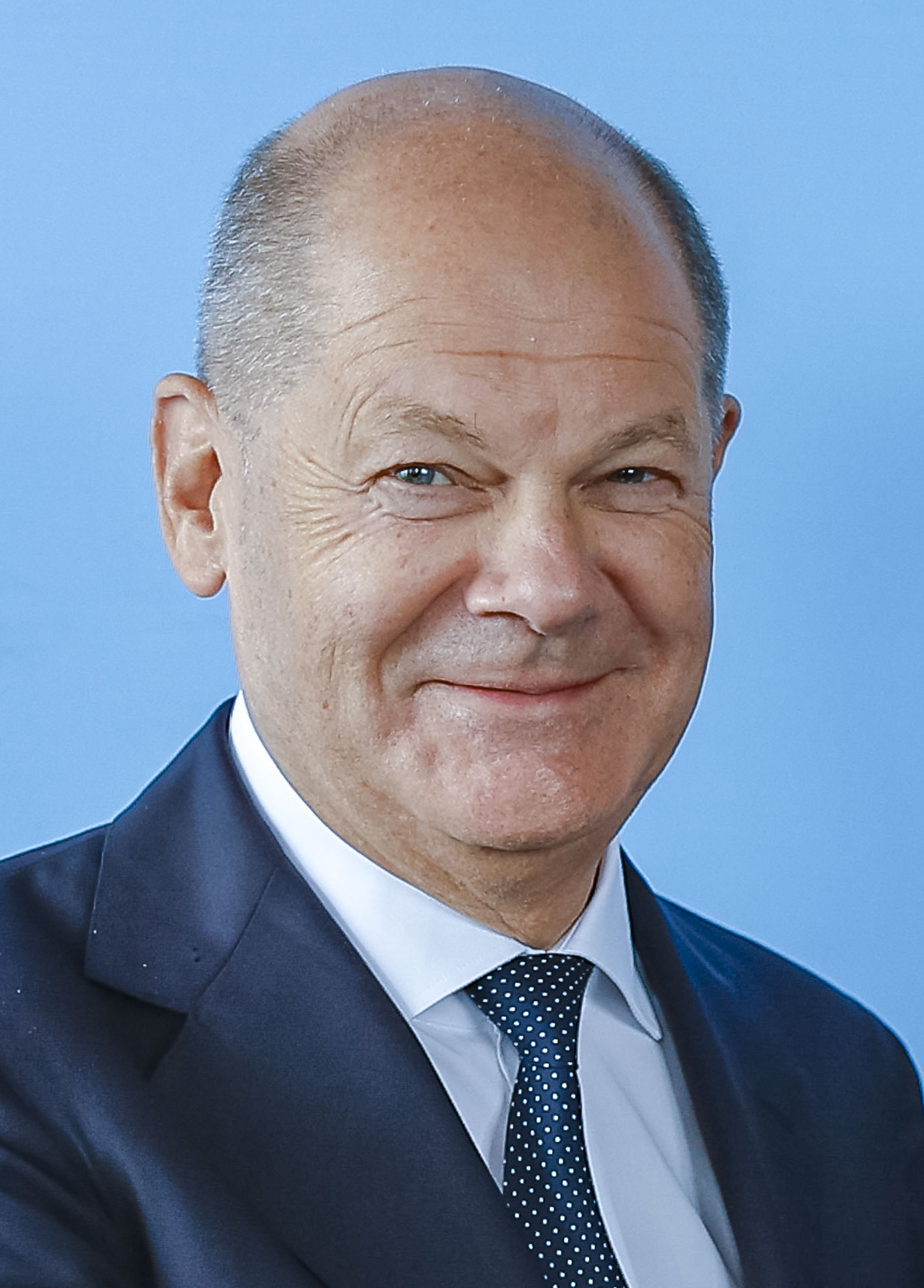
ドイツ オラフ・ショルツ（首相）
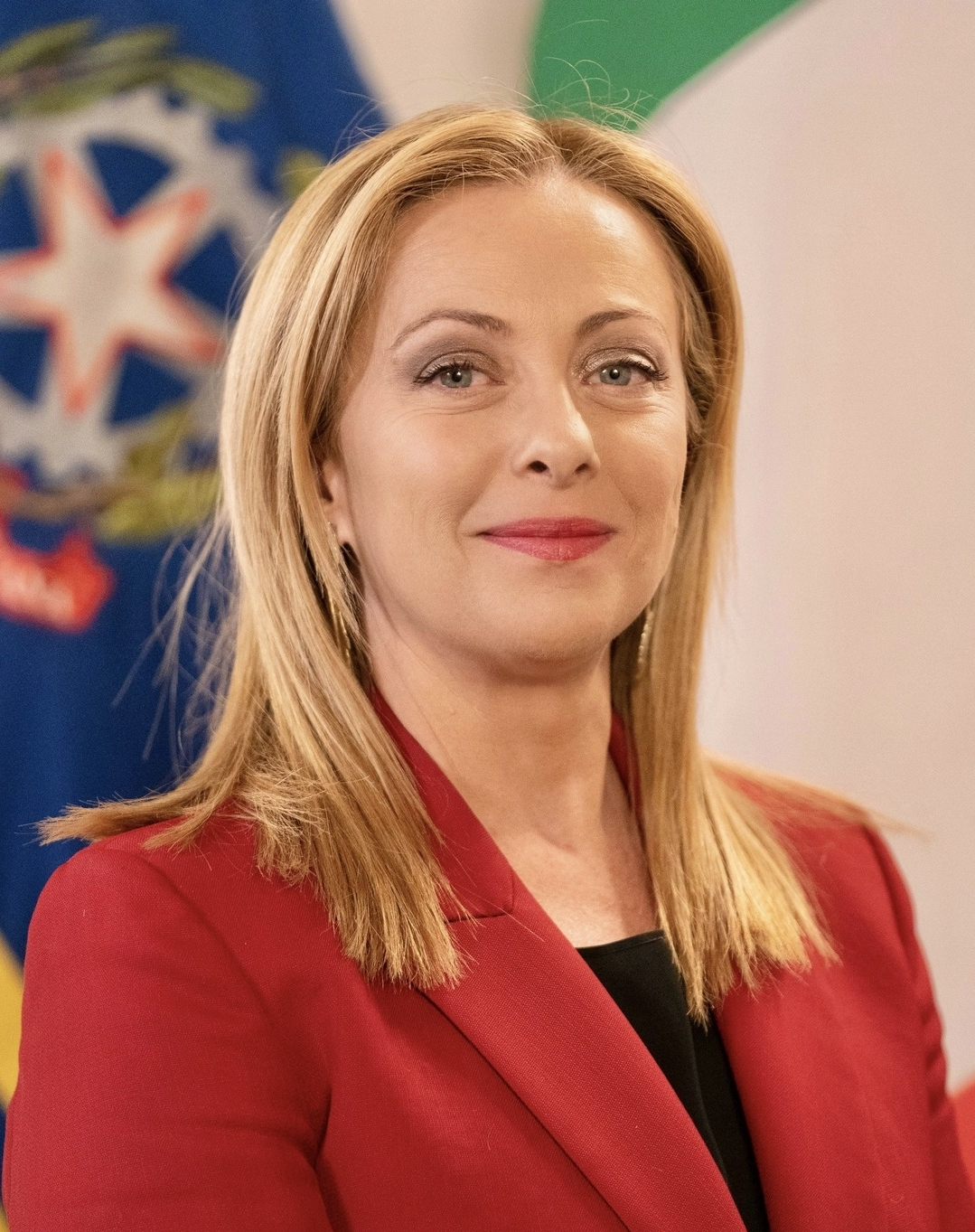
イタリア ジョルジャ・メローニ（首相）
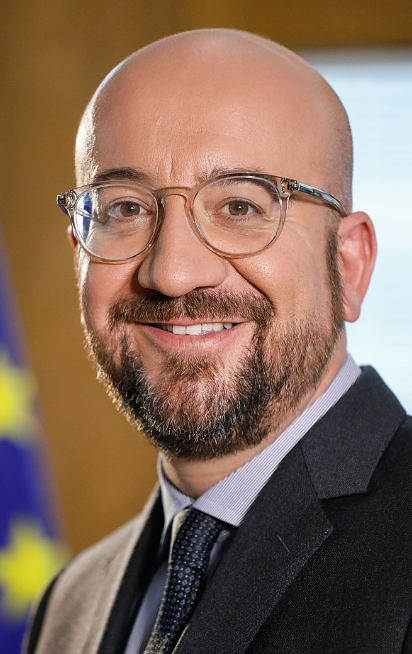
EU シャルル・ミシェル（大統領）
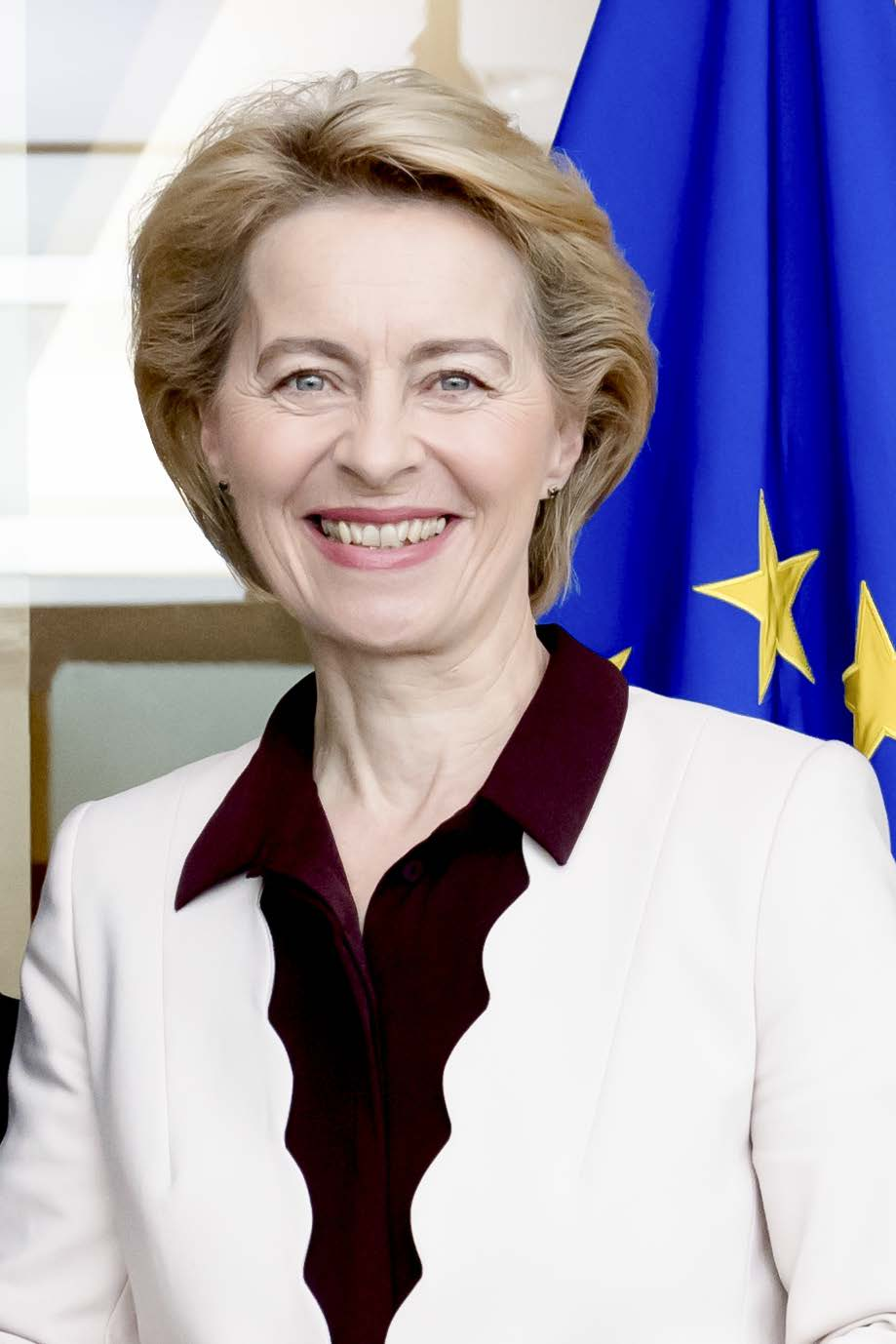
EU フォン・デア・ライエン（欧州委員長）
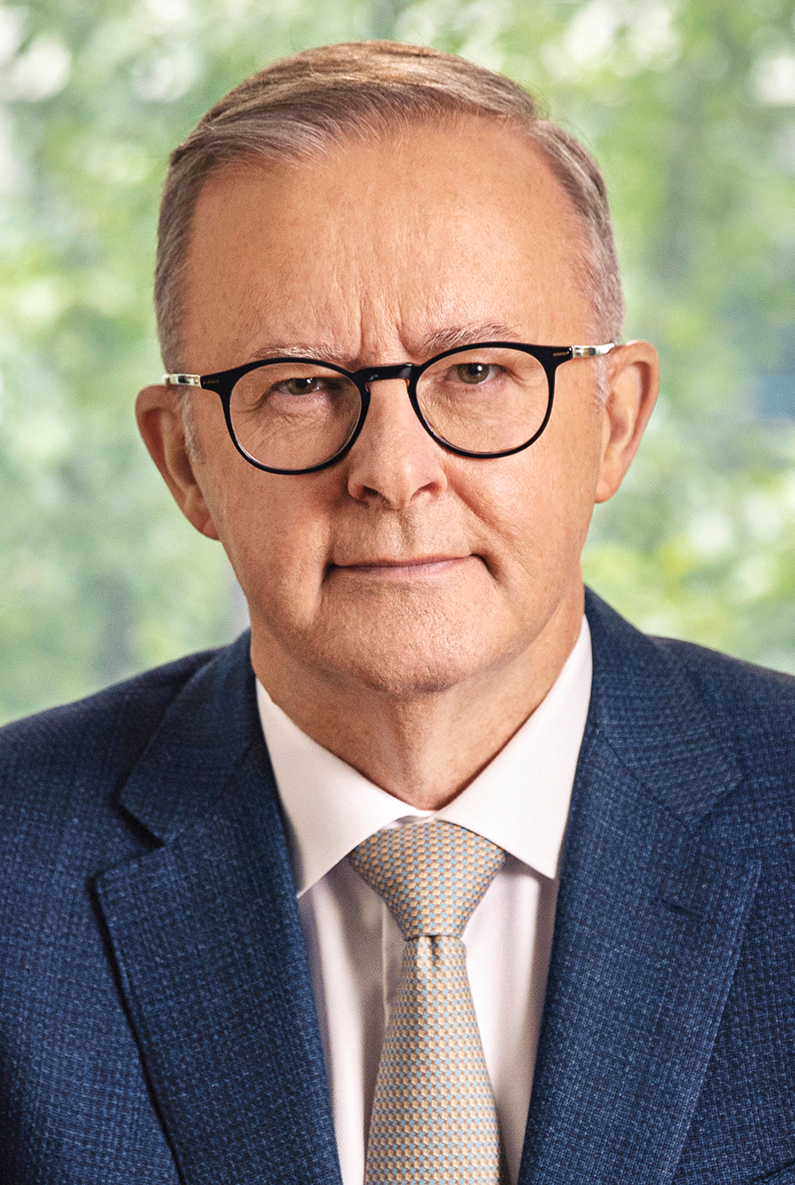
オーストラリア アンソニー・アルバニージー（首相）
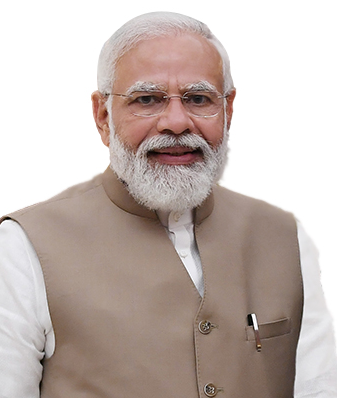
インド ナレンドラ・モディ（首相）
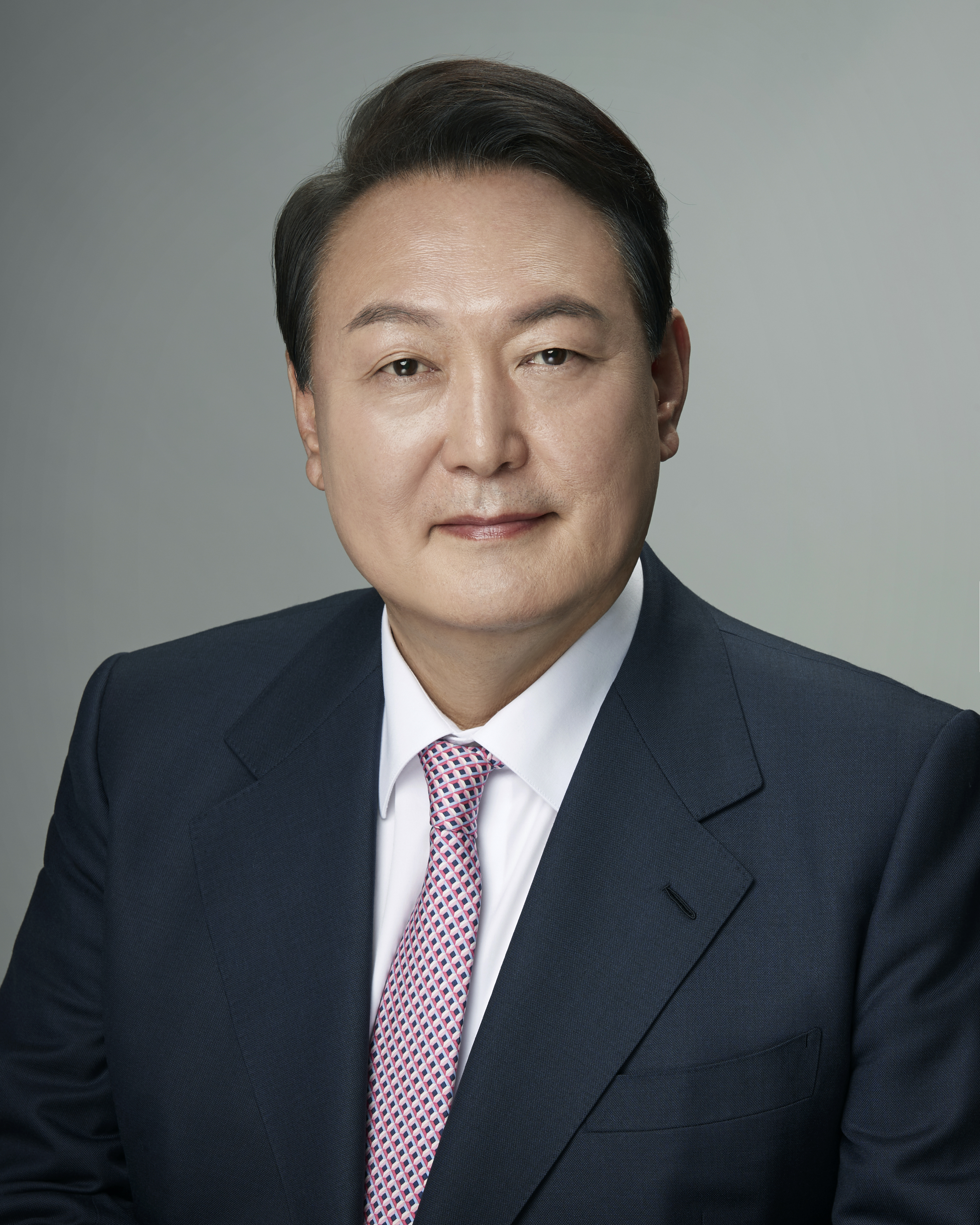
韓国 尹錫悦（大統領）